# Сент Олаф (Ајова)
Сент Олаф (енгл. St. Olaf) град је у америчкој савезној држави Ајова. По попису становништва из 2010. у њему је живело 108 становника.

## Демографија
Према попису становништва из 2010. у граду је живело 108 становника, што је -28 (-20.6%) становника више него 2000. године.
| Група             | 2000.        | 2010.        |
| Белци             | 136 (100.0%) | 108 (100.0%) |
| Афроамериканци    | 0 (0,0%)     | 0 (0,0%)     |
| Азијати           | 0 (0,0%)     | 0 (0,0%)     |
| Хиспаноамериканци | 0 (0,0%)     | 0 (0,0%)     |
| Укупно            | 136          | 108          |